# Cena Pera Angera
Cena Pera Angera je pojmenovaná na památku švédského diplomata Pera Angera (1913–2002), který přispěl k záchraně životů řady maďarských židů z nacistického zajetí během druhé světové války. Od roku 2004 ji uděluje Fórum pro živou historii (švédsky Forum för levande historia) osobnostem, které se zasazují za demokracii a lidská práva. 

## Laureáti
- 2004: Gennaro Verolino
- 2005: Arsen Sakalov
- 2006: Ales Bjaljacki
- 2007: Organización Femenina Popular
- 2008: Sebastian Bakare
- 2009: Brahim Dahane
- 2010: Elena Urlaeva
- 2011: Narges Mohammadi
- 2012: Sapijat Magomedová
- 2013: Justine Ijeomah
- 2014: Rita Mahato
- 2015: Islena Rey Rodríguez
- 2016: Abdullah al-Khateeb
- 2017: Gégé Katana Bukuru
- 2018: Teodora del Carmen Vásquez
- 2019: Najwa Alimi
- 2020: Intisar Al-Amyal
- 2021: S’bu Zikode
- 2022: Anabela Lemos